# Primo Baran
Primo Baran (Treviso, 1º aprile 1943) è un canottiere italiano.

## Carriera
Vinse la medaglia d'oro nel due con insieme a Renzo Sambo e Bruno Cipolla (timoniere) alle Olimpiadi di Città del Messico nel 1968. Due anni prima sempre con Sambo e con il timoniere Enrico Petropolli si era aggiudicato il bronzo ai mondiali e nel 1967 l'oro con Sambo e Cipolla e l'argento con Sambo e Giorgio Conte nel 1965 e nel 1969 con Angelo Rossetto e Giorgio Sajeva nel ruolo di timoniere agli europei.
È tuttora membro e istruttore dei "Canottieri Sile" a Treviso, oltre che allenatore federale CONI per la squadra paralimpica italiana di Canottaggio. 
È padre di Sara Baran, già campionessa italiana di singolo pesi leggeri, d'un soffio non qualificatasi alle Olimpiadi di Sydney 2000 e Atene 2004 (sesta alle qualificazioni di Milano 2003 nel doppio pesi leggeri con Lucia Cappabianca).
Allenava fino al 2011 il plurimedagliato galeone di Venezia che partecipa annualmente al Palio delle Repubbliche Marinare.